# Projekt A119

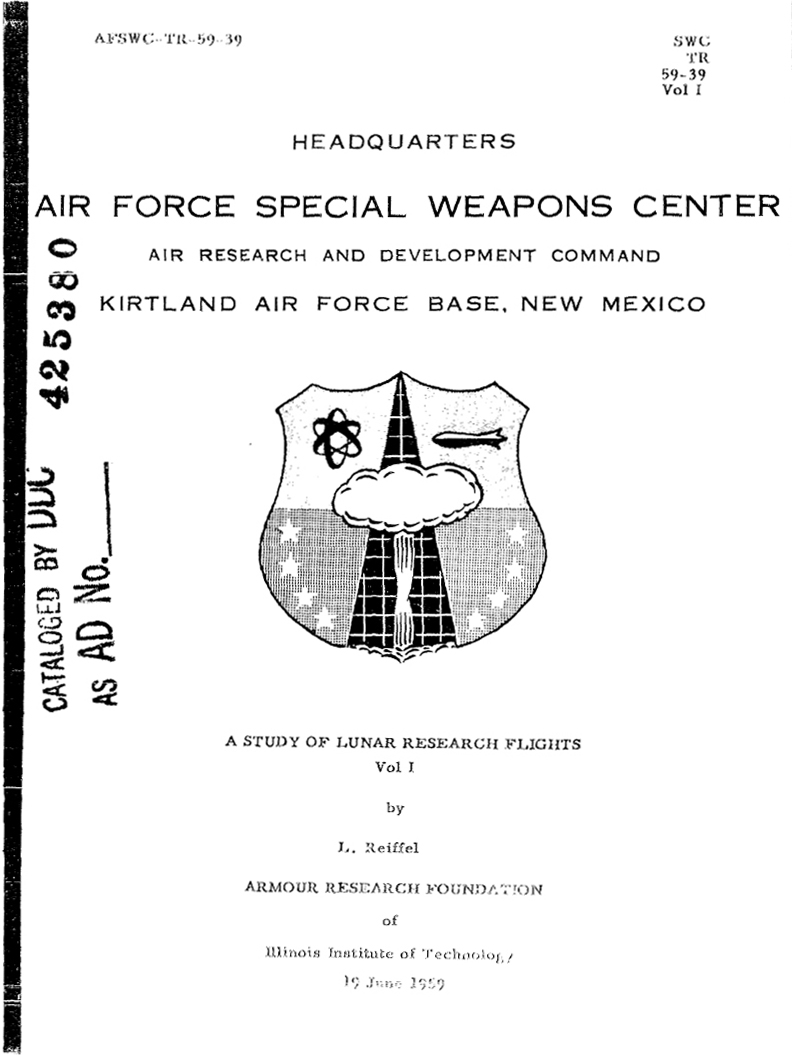
Deckblatt von A Study of Lunar Research Flights – Vol. I

Im Projekt A119, auch bekannt als A Study of Lunar Research Flights (englisch für Eine Studie über lunare Forschungsflüge) wurde Ende der 1950er Jahre im Auftrag der United States Air Force ein streng geheimer Plan entwickelt, eine Nuklearbombe auf dem Mond zu zünden. Ziel war es, durch eine solche Detonation zu demonstrieren, dass die Vereinigten Staaten der Sowjetunion und dem Rest der Welt während des Kalten Krieges im Weltall technisch überlegen seien. Das Wissen um Details des Projekts stammt vom ehemaligen NASA-Angestellten Leonard Reiffel, der 1958 als Leiter des Projekts A119 fungierte. Ebenfalls beteiligt war der später bekannt gewordene Astrophysiker Carl Sagan, der in einem Team die theoretischen Effekte einer Nuklearexplosion bei geringer Schwerkraft erforschte.
Das Projekt A119 wurde nie durchgeführt, hauptsächlich deshalb, weil die Verantwortlichen einer bemannten Mondlandung eine sehr viel positivere Wirkung auf die US-amerikanische Öffentlichkeit zusprachen. Nach Bekanntwerden von Details des Projekts durch Reiffel veröffentlichte die US-Regierung Anfang der 2000er Jahre nach einer Anfrage gemäß dem Freedom of Information Act den ersten Band der Projektstudie A Study of Lunar Research Flights, während die restlichen Bände vernichtet wurden. Bis heute (Stand November 2012) hat die Regierung eine Beteiligung an der Studie nicht offiziell bestätigt.

## Hintergrund des Kalten Krieges
Während des Kalten Krieges gelang es der Sowjetunion, mit Sputnik 1 am 4. Oktober 1957 den ersten Satelliten ins Weltall zu schießen. Dies führte gemeinsam mit bereits zwei gescheiterten Testläufen des Vanguard-Projekts auf US-amerikanischer Seite zum sogenannten Sputnikschock und befeuerte den Wettlauf ins All. Um den sowjetischen Vorsprung aufzuholen, setzten die US-Amerikaner eine Reihe neuer Projekte an, die unter anderem in den Start von Explorer 1 und der Gründung der DARPA und der NASA mündeten.

## Pressegerüchte um ein sowjetisches Programm
Ende 1957 gab es in der amerikanischen Tageszeitung Pittsburgh Press einen Bericht, nach dem eine anonyme Quelle dem United States Secret Service enthüllt habe, dass die Sowjetunion zur Feier der Oktoberrevolution die Detonation einer Wasserstoffbombe auf dem Mond plane. Diese solle an der dunklen Seite der Tag-Nacht-Grenze stattfinden und am 7. November sichtbar werden. Weiter berichtete die Pittsburgh Press, dass die Rakete, falls sie den Mond verfehlen sollte, auf die Erde zurückstürzen könnte, was der Grund für den Abbruch der sowjetischen Planungen gewesen sei.
Im Jahr 1999 berichtete die zu Independent News & Media gehörende Webseite Independent Online, dass ein sowjetisches Programm tatsächlich existiert habe, jedoch vom 1957 berichteten Szenario abweiche. Es sei erst im Januar 1958 gestartet worden als Teil einer Serie von Vorschlägen unter dem Codenamen E. Nach dem Bericht habe man im Projekt E-1 Pläne erarbeitet, den Mond zu erreichen, während die Projekte E-2 und E-3 eine Umrundung des Mondes durch eine Sonde und die Aufnahme einer Reihe von Fotos der dortigen Oberfläche zum Ziel gehabt hätten. Das letzte Projekt E-4 sollte ein Konzept für eine nukleare Detonation auf der Mondoberfläche zur Machtdemonstration erarbeiten. Wie das US-amerikanische Projekt sei auch das sowjetische Programm bereits in der Planungsphase eingestellt worden. Grund hierfür seien Sicherheitsbedenken gewesen. So hätten die Verantwortlichen gefürchtet, dass bei einer Fehlfunktion der Rakete diese mitsamt ihrem Sprengkopf auf die Erde zurückfallen könne. Ein weiterer Grund sei laut Independent Online gewesen, dass eine Explosion wegen der fehlenden Mondatmosphäre nur für sehr kurze Zeit sichtbar gewesen wäre. Der schwedische Raumfahrtingenieur Sven Grahn, der sich auf den Russen Alexander Borissowitsch Schelesnjakow stützt, gibt als zusätzlichen Grund an, dass die Sowjetunion kein wirksames Mittel gewusst hätte, die Weltöffentlichkeit unauffällig über die bevorstehende Explosion zu informieren und damit die Aufmerksamkeit von Astronomen auf den Mond zu richten. Im Gegensatz zu den kurz darauf einsetzenden Berichten über das Projekt A119 wurde das Thema eines sowjetischen Programms nicht von renommierten, internationalen Zeitungen und Nachrichtenmagazinen aufgegriffen. Im Oktober 2017 konnte der Historiker Matthias Uhl durch Aktenfunde im russischen Staatsarchiv belegen, dass 1958 ein solcher Plan tatsächlich existierte, aber aufgegeben wurde, noch bevor es irgendwelche praktischen Vorbereitungen gegeben hatte.

## Projekt
Mithilfe des Projekts A119 wollten Offizielle des Militärs der Vereinigten Staaten neben anderen Projekten demonstrieren, dass diese im All überlegen seien. Im Mai 1958 begann die Armour Research Foundation am Illinois Institute of Technology bezüglich der Auswirkungen einer Nuklearexplosion auf dem Mond zu forschen. Hauptgegenstand der von der Air Force überwachten Forschung sollte die Intensität einer konventionellen oder nuklearen Bombenexplosion auf dem Mond sein, die nötig wäre, um sie von der Erde aus sehen zu können. Es gab die Hoffnung, solch eine für alle sichtbare Machtdemonstration könnte die Moral der US-amerikanischen Bevölkerung nach dem Sputnikschock wieder heben.
Im Februar 1957 hatte Edward Teller, der sogenannte „Vater der Wasserstoffbombe“, die Detonation mehrerer Bomben auf und über der Oberfläche des Mondes vorgeschlagen, um die Effekte solcher Explosionen bei geringer Schwerkraft analysieren zu können.

### Forschung
Unter der Leitung von Leonard Reiffel stellte die Armour Research Foundation am Illinois Institute of Technology in Chicago ein zehnköpfiges Team zusammen, das die Sichtbarkeit einer Explosion, Erkenntnisse für die Wissenschaft und Auswirkungen auf die Mondoberfläche untersuchte. Unter den Mitgliedern befanden sich der Astronom Gerard Kuiper und dessen damaliger Doktorand Carl Sagan, der mathematisch die Ausdehnung einer Staubwolke um den Mond als Folge der Explosion an der Mondoberfläche untersuchte. Diese Berechnungen waren essentiell für den Grad der Sichtbarkeit von der Erde aus.

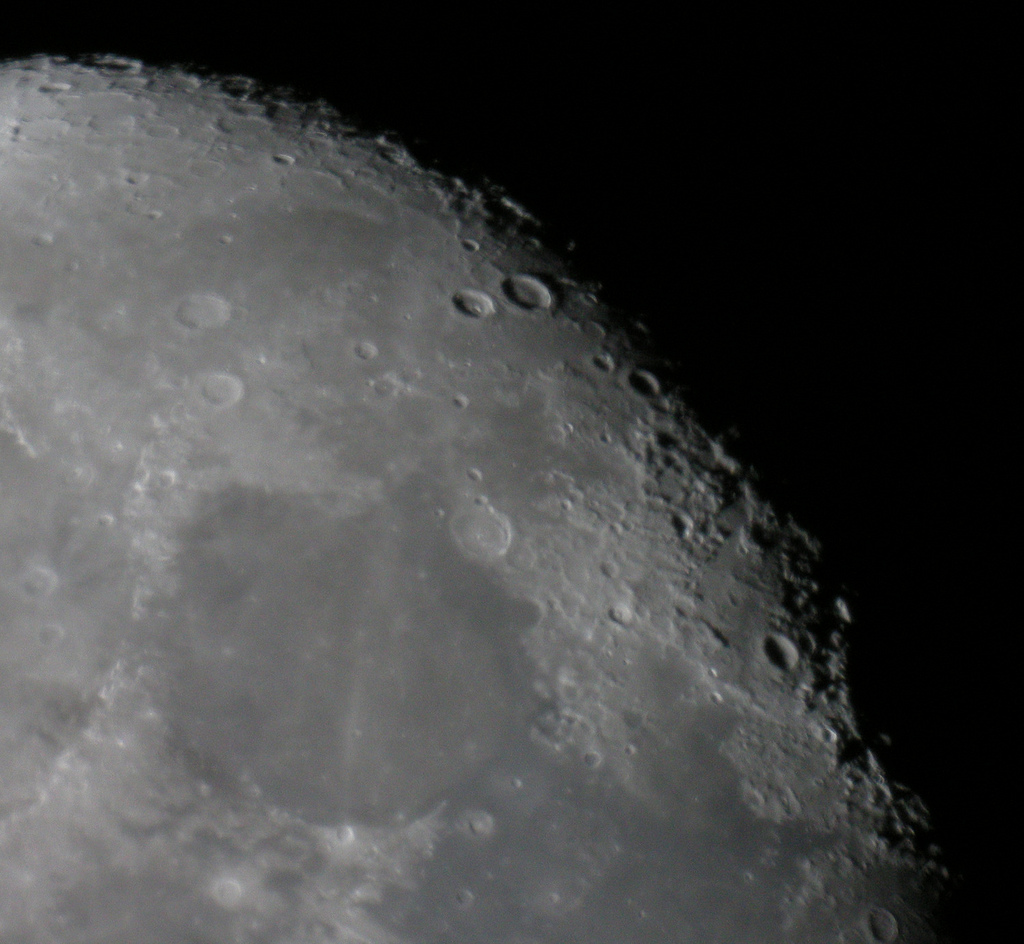
Die Explosion sollte an der Tag-Nacht-Grenze des Mondes stattfinden, um eine maximale Sichtbarkeit auf der Erde zu gewährleisten.

Die Wissenschaftler empfahlen die Nutzung einer Wasserstoffbombe, was die Air Force jedoch ablehnte. Als Grund gab sie an, dass die vorgesehene Rakete das enorme Gewicht damaliger Wasserstoffbomben nicht tragen konnte. Daher beschlossen die Wissenschaftler in Absprache mit der Air Force, einen kleinen Atomsprengkopf vom Typ W25 zu verwenden, der eine Sprengkraft von 1,7 Kilotonnen hatte. Im Vergleich hierzu besaß die 1945 auf Hiroshima abgeworfene Bombe Little Boy eine Sprengkraft von etwa 13–18 Kilotonnen. Der Plan sah vor, den W25-Sprengkopf mittels einer Rakete auf die dunkle Seite des Mondes zu bringen und nahe der Tag-Nacht-Grenze beim Aufprall auf die Oberfläche explodieren zu lassen. Die durch die Explosion entstehende Staubwolke würde durch die Sonne angestrahlt und damit von der Erde aus sichtbar sein. Laut Reiffel hätte der Fortschritt der Air Force bei der Entwicklung von Interkontinentalraketen eine solche Mission ab dem Jahr 1959 möglich gemacht.

### Abbruch
Im Januar 1959 stellte die Air Force das Projekt letztlich ein, da Zweifel am positiven Öffentlichkeitseffekt einer Atomexplosion auf dem Mond bestanden und sie bei technischen Problemen bei der Durchführung des Projekts eine Gefahr für die Zivilbevölkerung befürchtete. Einen weiteren Faktor stellte laut Reiffel der radioaktive Fallout dar, der eine Gefahr für zukünftige bemannte Mondmissionen und eine mögliche Kolonisierung bedeutete.

## Folgen und Aufdeckung

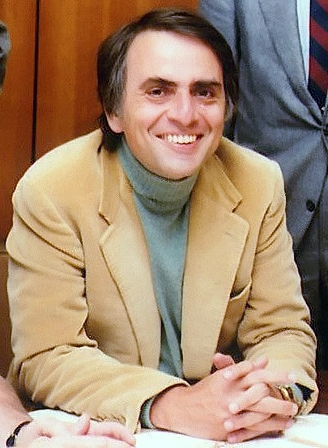
Projekt A119 wurde durch Nachforschungen für eine Biografie über Carl Sagan bekannt.

Die Unterzeichnung des Vertrags über das Verbot von Kernwaffenversuchen in der Atmosphäre, im Weltraum und unter Wasser im Jahr 1963 und des Weltraumvertrags 1967 verhinderten die Wiederaufnahme von Planungen zur Herbeiführung einer Atomexplosion auf dem Mond. Sowohl die USA als auch die Sowjetunion hatten bis dahin jedoch bereits versuchsweise in Operationen wie Hardtack, Argus und Dominic mehrere Kernwaffen in der Erdatmosphäre gezündet.
Im Jahr 1969 hatten die Vereinigten Staaten durch den Erfolg von Apollo 11 in ihren Augen beim Wettlauf ins All einen bedeutenden Erfolg verbucht. Im Dezember 1969 forderte der am Apolloprogramm beteiligte Wissenschaftler Gary Latham die Zündung einer Miniatur-Atombombe auf dem Mond, um Informationen über dessen geologische Zusammensetzung zu gewinnen. Das Vorhaben wurde jedoch verworfen, da amerikanische Astronomen planten, zu einem späteren Zeitpunkt die natürliche Hintergrundstrahlung des Mondes zu messen.
Die Existenz von Projekt A119 blieb bis in die Mitte der 1990er Jahre geheim, als der Autor Keay Davidson es bei Nachforschungen für seine Biografie über Carl Sagan entdeckte. Sagans Beteiligung am Projekt wurde in seiner Bewerbung um eine Dozentenstelle an der University of California, Berkeley im Jahr 1959 offenkundig. In seiner Bewerbung gab Sagan Details des Projektes preis, was Davidson als Gefährdung der nationalen Sicherheit durch Sagan wertete. Die Indiskretion Sagans bestand darin, dass er die Titel zweier mit dem Projekt A119 verbundener Thesenpapiere nannte: zum einen ein Papier von 1958 mit dem Titel Possible Contribution of Lunar Nuclear Weapons Detonations to the Solution of Some Problems in Planetary Astronomy, zum anderen ein Thesenpapier von 1959 mit Namen Radiological Contamination of the Moon by Nuclear Weapons Detonations. Insgesamt existierten acht solche Thesenpapiere, die alle 1987 vernichtet wurden.
Davidsons Nachforschungen resultierten 1999 in der Biografie Carl Sagan – A Life. Kurz nach der Veröffentlichung hob das Magazin Nature in einer Rezension die Entdeckung Davidsons hervor. Diese Buchbesprechung führte dazu, dass Leonard Reiffel seine Anonymität aufgab und einen Brief an Nature schrieb, in dem er Sagans Beteiligung am Projekt bestätigte und angab, dass dessen Verhalten eine Verletzung der Vertraulichkeit über den Inhalt des Projekts dargestellt hatte. Reiffel nutzte die Gelegenheit, Details der Forschungen bekanntzugeben, die später von weiten Pressekreisen aufgegriffen wurden. Neben der Bestätigung der Existenz von Projekt A119 gab Reiffel seine Rolle in den Planungen bekannt und äußerte, dass er entsetzt sei, dass solch eine Tat zur Beeinflussung der öffentlichen Meinung jemals erwogen worden sei.
Als Resultat der Veröffentlichung Reiffels wurde eine Anfrage gemäß dem Freedom of Information Act gestellt, um die Akten zu Projekt A119 freigeben zu lassen. Als Reaktion hierauf gab die US-Regierung eine digitale Version von A Study of Lunar Research Flights – Volume I frei. Diese beschäftigt sich hauptsächlich mit den geologischen und atmosphärischen Begebenheiten des Erdmondes. Da Leonard Reiffel im Mai 2000 in einem Interview mit der britischen Zeitung The Observer eigentlich angegeben hatte, dass er insgesamt acht Bände der Studie angefertigt hatte und diese alle im Jahr 1987 von der Armour Research Foundation vernichtet worden seien, forschten Paolo Ulivi und David Michael Harland für ihr Buch Lunar Exploration: Human Pioneers and Robotic Surveyors nach dem Verbleib der restlichen Bände. Dies taten sie, da durch die Veröffentlichung klar war, dass anders als von Reiffel behauptet, nicht alle Bände vernichtet worden waren. Zwar konnten sie die Namen zweier weiterer Bände, Possible Contribution of Lunar Nuclear Weapons Detonations to the Solution of Some Problems in Planetary Astronomy und Radiological Contamination of the Moon by Nuclear Weapons Detonations herausfinden, jedoch sind alle sieben nicht veröffentlichten Bände nach ihren Informationen tatsächlich vernichtet worden, wobei sie keine Begründung hierfür herausfinden konnten. Der britische Nuklearhistoriker David Lowry meinte zu den Plänen, nukleare Detonationen auf dem Mond herbeizuführen:

“It is obscene. To think that the first contact human beings would have had with another world would have been to explode a nuclear bomb. Had they gone ahead, we would never have had the romantic image of Neil Armstrong taking ‘one giant step for mankind’.”

„Es ist obszön. Man stelle sich vor, dass der erste Kontakt der Menschheit mit einer anderen Welt die Explosion einer Nuklearbombe gewesen wäre. Wenn sie das tatsächlich umgesetzt hätten, hätten wir nie das romantische Bild von Neil Armstrong gehabt, wie er ‚einen großen Schritt für die Menschheit‘ macht.“